# María de Ulloa
María de Ulloa (m. 1548) était une noble léonaise, connue pour avoir été '"camarera mayor" (dame d’honneur en chef) de la reine  Jeanne de Castille. 

## Biographie
Il se présume que María de Ulloa est née en Toro dans une date antérieure à 1473. Elle était la fille de Rodrigo de Ulloa, seigneur de La Mota, alcade de la forteresse de Toro et grand comptable sous les règnes d’Henri IV de Castille et des Rois Catholiques. Sa mère Aldonza de Castille, était fille de Pedro de Castille, évêque de Osma et Palencia et petit-fils du roi Pierre Ier de Castille, et d'Isabel de Drochelín, serveuse de la reine Catherine de Lancastre.
Le 5 mars 1484, alors qu’elle était encore mineure, son mariage fut arrangé avec Diego Gómez de Sarmiento, fils des comtes de Salinas, Diego Gómez de Sarmiento et Marina del Villandrando. Son mari et son beau-père étaient décédés avant 1506, date à laquelle son fils aîné, également nommé Diego Gómez de Sarmiento, portait déjà le titre de comte de Salinas. María et son fils furent assignés en justice par sa belle-mère, Marina de Villandrando, et ses beaux-frères et belles-sœurs (Pedro, Juan, Marina et Isabel), qui réclamaient leur part de l'héritage familial.
En 1506, à la mort de Philippe Ier de Castille, María entra au service de la reine Jeanne Ire, dont elle gagna la confiance. Elle veilla à éloigner de la souveraine les partisans de son père, Fernando le Catholique, qui cherchait à revenir gouverner la Castille au nom de sa fille. Lors du séjour de la reine à Torquemada, María dut elle-même assister Jeanne lors de l’accouchement de sa dernière fille, l’infante Catherine. 
Ferdinand revint en Castille en 1507. María resta fidèle à Jeanne, même après son enfermement à Tordesillas. n reconnaissance de ses services, le roi lui fit obtenir l’habit de l’Ordre de Santiago  et la position de "camarera mayor",.
Le 10 août 1511, Luis Ferrer informa Ferdinand que la reine s’était fâchée contre María pour ses absences répétées du palais. Cela n’eut toutefois pas de conséquences immédiates, et María conserva sa fonction jusqu’à la mort du roi en 1516. En avril de la même année, elle écrivit au cardinalFrancisco Jiménez de Cisneros pour se plaindre de ses souffrances au service de la reine.
Après la mort de Ferdinand, María dénonça à Cisneros les tensions entre son cousin Diego de Castilla et Luis Ferrer, qui se disputaient le contrôle du palais de Tordesillas et de la reine elle-même. Peu après, elle cessa d’être camarera mayor sans qu’on lui nomme de remplaçante.
Le 14 mars 1516, le fils de la reine, le prince Carlos, se proclama roi avec sa mère, ce que María refusa de reconnaître immédiatement. Elle ne fit lever les étendards royaux en son nom qu’en mai. 
Le 17 avril 1518, María de Ulloa émancipa son fils Diego Gómez de Sarmiento, comte de Salinas et de Ribadeo. Elle se retira ensuite au couvent de Saint-Domingue le Réel de Madrid, lié à sa lignée royale.
En 1528, Charles Quint envisagea de réformer la maison de son épouse son épouse, Isabelle de Portugal, et de remplacer la "camarera mayor", Guiomar de Melo. María de Ulloa fut envisagée comme remplaçante, mais la nomination ne fut pas effective.
Elle testa à Toro le 19 septembre 1547. Son testament fut ouvert l’année suivante, attestant de sa mort.

## Mariage et descendance
Du mariage entre María de Ulloa et Diego Gómez de Sarmiento naquirent quatre enfants:
- Diego Gómez de Sarmiento et Villandrando (m. 1561), conde de Salinas et Ribadeo. Sa mère a négocié son engagement avec Brianda de la Cochonne, malgré les reticencias de Fernando le Catholique. Ils s'ont mariés en 1519. Brianda Est mort en 1551 et Diego en 1561[1].
- Marina Sarmiento. Sa mère a négocié son mariage avec Antonio de Padilla, avancé majeur de Castille, mais Fernando le Catholique a ordonné casser l'engagement par ne d'actif reçu dispense du pape. Enfin, Marina a professé dans le monastère du Sancti Spiritus, á Toro[1].
- Ana Sarmiento. En 1517 María de Ulloa a négocié son mariage avec Alfonso d'Aragon, comté de Ribagorce. Son mari est mort en 1550. Elle gouverna le comté pendant l’absence de leur fils (1554–1559). Elle mourut en 1576. Elle est morte en 1576[1].
- Alfonso Sarmiento, décédé avant sa mère[1].